# Danielle Casanova
Danielle Casanova, pseudonimo di Vincentella Perini (Ajaccio, 9 gennaio 1909 – Auschwitz, 9 maggio 1943), è stata una partigiana e politica francese, vittima dei campi di concentramento nazisti.

## Infanzia e giovinezza
Figlia di insegnanti, Vincentella Perini dopo gli studi secondari a Ajaccio frequentò le superiori a Le Luc nel Varo. Poi si iscrisse alla scuola dentaria di Parigi. Aderì all'Unione federale degli studenti, organizzazione studentesca di sinistra di cui divenne responsabile. Dove conobbe suo marito, Laurent Casanova. Nel 1928 entrò a far parte della Gioventù comunista.

## Attività politica tra le due guerre
Venne poi eletta membro del comitato centrale al settimo congresso nel giugno 1932, poi divenne direttrice del movimento nel febbraio 1934 dove era l'unica donna. A causa di un aumento di iscritti alla Gioventù comunista, l'ottavo congresso riunito a Marsiglia nel 1936 decise di fondare l'Union des jeunes filles de France. Questa associazione mirava a creare una movimento femminista giovanile pacifista e antifascista. Eletta segretaria dell'UJFF al primo congresso del 1936, organizzò gli aiuti alle vittime della Guerra civile spagnola.

## Clandestinità e resistenza
Nel settembre 1939 entrò insieme al Partito Comunista Francese in clandestinità e contribuì alla nascita del quotidiano Le Trait d'Union, dall'ottobre 1940 partecipa alla creazione di comitati di donne nella regione di Parigi e a diffondere clandestinamente Pensée libre e a fondare Voix des femmes. Organizzò manifestazioni contro gli occupanti.
Venne arrestata dai gendarmi il 15 febbraio 1942 e imprigionata alla Santé a Parigi poi al forte di Romainville fino ad agosto del 1942, fu deportata a Auschwitz il 24 gennaio 1943 dove praticò chirurgia dentistica nell'infermeria del campo. Continuò ad organizzare manifestazioni che portarono alla solidarietà dei deportati. Morì il 9 maggio 1943 di febbre tifoide.

## Ricordo postumo
Eroina della resistenza, nel dopoguerra le vennero dedicate numerose strade, scuole soprattutto nei comuni governati dal Partito Comunista Francese. Uno dei traghetti della Corsica Linea (ex SNCM), che collega Marsiglia alla Corsica si chiama Danielle Casanova.
A Danielle Casanova è dedicato anche un liceo nella cittadina di Givors nella regione Rodano-Alpi situata tra Vienne e Lione e una scuola materna a Argenteuil nell'Île-de-France non lontano da Parigi.